# Marie-Paule Foppossi
Marie-Paule Foppossi, née le 28 janvier 1998 à Strasbourg dans le Bas-Rhin, est une joueuse française de basket-ball évoluant aux postes d'ailière et ailière forte.

## Biographie
Formée au club d'Eckbolsheim, elle rejoint le pôle espoir d'Alsace de basket-ball en 2011, la même année que Frank Ntilikina. Évoluant parallèlement à la SIG de 2011 à 2013, elle quitte le club pour intégrer le centre fédéral. Elle est de sélectionnée en équipe de France U16 en 2014 qui se classe quatrième après avoir été défaite par l'Espagne 61 à 49.
Lors du championnat d'Europe 2015, les Bleuettes des U18 battent facilement (89 - 32) les Néerlandaises en quarts de finale. En demi-finales, la France s'offre une belle victoire 62-59 face à la Russie. En finale, les Françaises retrouvent des Espagnoles qu'elles ont battues quelques jours plus tôt en poule. Elles prennent le meilleur départ, mais souffrent au deuxième et troisième quart temps et ne peuvent que faire jeu égal dans la dernière période pour s’incliner 76 à 60, mais l'équipe décroche la médaille d'argent. Sélectionnée dans cette même catégorie U18 en 2016 aux côtés d'Alexia Chartereau (19 points, 12 rebonds et 3 passes décisives)  à la victoire de la France en finale de nouveau face aux Espagnoles sur le score sans appel de 74 à 44. 
Elle réalise son premier coup d'éclat en LFB avec 18 points à 8/9 et 7 rebonds pour 25 d'évaluation le 4 mars 2017 face à Lyon . Pour l'année 2017-2018, elle s'engage avec l'université américaine de Syracuse mais y sera redshirt.

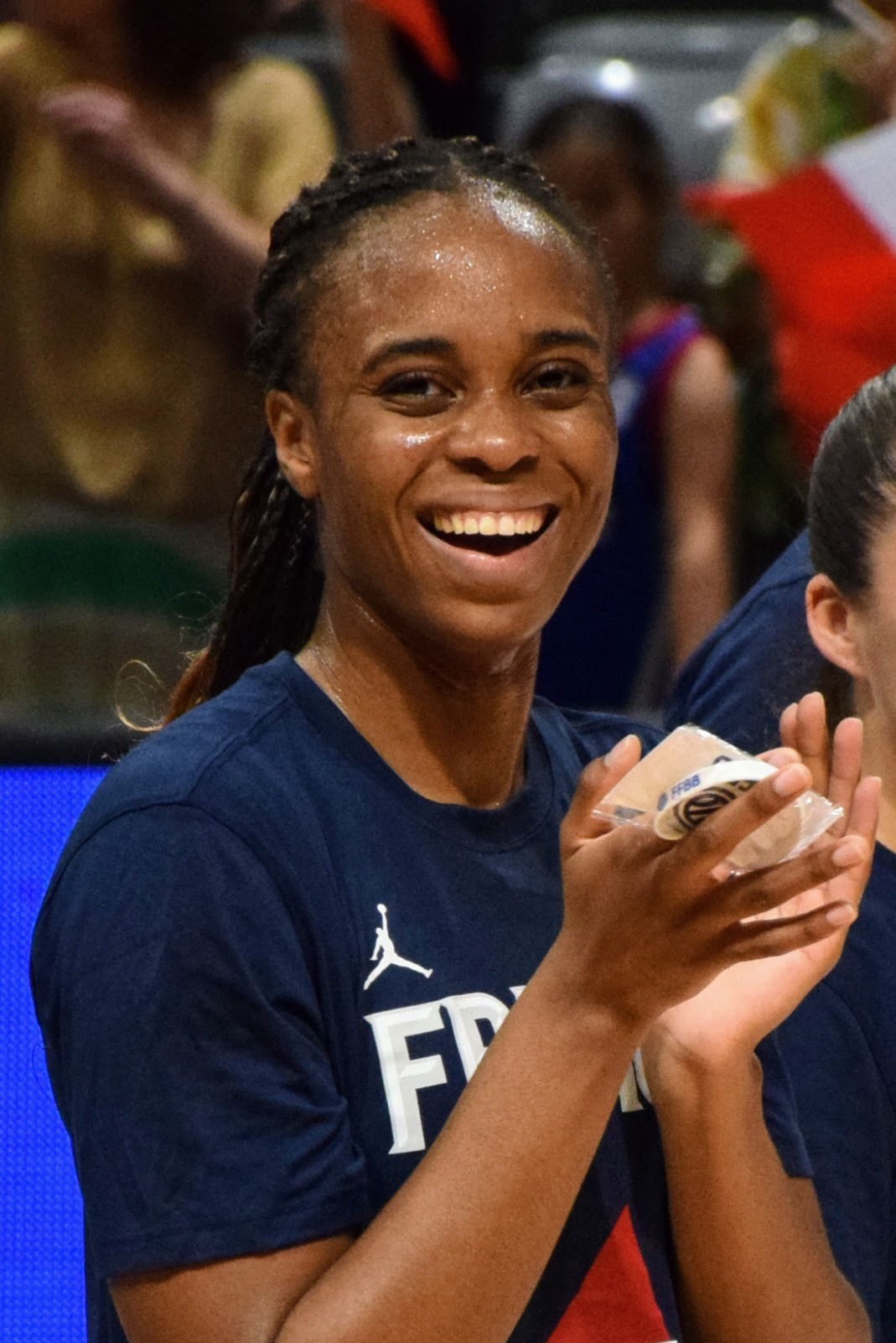
Marie-Paule Foppossi en 2023.

De retour en France en 2022, elle réalise une saison convaincante avec le Tarbes Gespe Bigorre qui lui ouvre les portes de l’équipe de France : elle est ainsi appelée dans le cadre de la préparation à l’Euro 2023. Elle honore sa première sélection le 28 mai 2023 lors du premier match de préparation contre la Serbie et y inscrit ses deux premiers points sous le maillot bleu, étant même lancée dans le cinq de départ par Jean-Aimé Toupane.

## Palmarès

### Sélection nationale

#### Seniors
- Médaille de bronze au Championnat d’Europe 2023[11]

#### Jeunes
- Médaille d'argent au championnat d'Europe U18 2015[5]
- Médaille d'or au championnat d'Europe U18 2016[6]
- Médaille d'or en 3x3 aux Jeux mondiaux de plage de 2019[12]